# Arend Schoemaker
Arend Schoemaker (ur. 8 listopada 1911 w Diever, zm. 11 maja 1982 w Hadze) – holenderski piłkarz, reprezentant kraju, grający na pozycji napastnika. 

## Kariera piłkarska
Schoemaker podczas swojej kariery piłkarskiej występował w zespole Quick Den Haag.
Swój jedyny mecz w reprezentacji Holandii rozegrał 10 grudnia 1933. Przeciwnikiem była Austria, a spotkanie zakończyło się porażką Oranje 0:1. 
W 1934 został powołany na Mistrzostwa Świata. Nie wystąpił w żadnym spotkaniu, a Holandia odpadła w pierwszej rundzie po porażce ze Szwajcarią 2:3.
| Mecze i gole w reprezentacji | Mecze i gole w reprezentacji | Mecze i gole w reprezentacji | Mecze i gole w reprezentacji | Mecze i gole w reprezentacji | Mecze i gole w reprezentacji | Mecze i gole w reprezentacji |
| #                            | Data                         | Miasto                       | Przeciwnik                   | Gol                          | Wynik                        | Rozgrywki                    |
| ---------------------------- | ---------------------------- | ---------------------------- | ---------------------------- | ---------------------------- | ---------------------------- | ---------------------------- |
| 1.                           | 10.12.1933                   | Amsterdam                    | Austria                      |                              | 0:1                          | towarzyski                   |